# Аннополь (Пшасниський повіт)
Аннополь (пол. Annopol) — село в Польщі, у гміні Пшасниш Пшасниського повіту Мазовецького воєводства.
У 1975-1998 роках село належало до Остроленцького воєводства.